# Holubice, Vyškov
Holubice là một làng thuộc huyện Vyškov, vùng Jihomoravský, Cộng hòa Séc.